# Alfred Magis
Mathieu Joseph Alfred Magis (Luik 7 februari 1840 - 3 december 1921) was een Belgisch volksvertegenwoordiger en senator voor de Liberale Partij.

## Biografie
Alfred Magis werd doctor in de rechten (1861) en doctor in de politieke wetenschappen (1863) aan de Universiteit van Luik. Hij vestigde zich als advocaat in Luik.
Hij werd gemeenteraadslid van Luik in 1872 en was er schepen van 1874 tot 1884.
In 1882 werd hij verkozen tot volksvertegenwoordiger voor het arrondissement Luik en oefende dit mandaat uit tot in 1893. Hij werd vervolgens senator, van 1893 tot 1900 en van 1901 tot 1920.
Magis was een doctrinaire liberaal, sterk gekant tegen alle staatsinmenging. Hij kantte zich tegen de sociale wetgeving en tegen het algemeen stemrecht. Hij steunde het rijksonderwijs. Hij kantte zich ook tegen de vernederlandsing van de middelbare scholen in het Vlaamse landsgedeelte. Zijn actieve houding in deze kwestie maakte dat sommigen hem als de initiator van de Waalse Beweging zagen.
Verder was Magis ook nog bestuurder van:
- Banque de crédit commercial, Antwerpen,
- Compagnie des chemins de fer des Plateaux de Herve,
- Société de fabrication de gaz, Luik, voorzitter van 1917 tot 1921,
- Société des fours à coke et à gaz de Grivegnée, voorzitter van 1916 tot 1920,
- Ougrée-Marihaye,
- Banque liégeoise.

Hij was:
- voorzitter van de Nijverheidsschool van Luik,
- lid van de raad van bestuur van het muziekconservatorium in Luik,
- lid van het bureau van het Koninklijk Atheneum van Luik,
- lid van de Raad voor vervolmaking in het lager onderwijs.

Magis trouwde met Amélie Trasenster (1850-1929), dochter van Jean-Louis Trasenster, ingenieur en rector van de Universiteit van Luik. Ze kregen twee dochters die trouwden met respectievelijk graaf Jules Ancion en Armand Baar. Hij was een schoonbroer van volksvertegenwoordiger Paul Trasenster.
In Luik herinnert een Rue Alfred Magis aan hem. In Sint-Pieters-Voeren, waar hij en zijn echtgenote een kasteel lieten bouwen op de grens met Aubel, noemt de aanliggende straat kortweg Magis.